# Isaac Carcelén Valencia
Isaac Carcelén Valencia (nascut el 23 d'abril de 1993), conegut comunament com Iza, és un futbolista professional espanyol que juga com a lateral dret al Cadis CF.

## Carrera
Nascut a El Puerto de Santa María, Cadis, Andalusia, Iza es va formar com a juvenil al Reial Betis. Va debutar com a sènior amb el filial l'any 2011, a Segona Divisió B.
L'1 de juliol de 2014, després de ser titular indiscutible de l'equip B en el seu ascens a Tercera Divisió, Iza va renovar el seu contracte per un any més, sent inclòs a la pretemporada del primer equip a finals de mes. També va ser utilitzat habitualment durant la campanya 2014-15, va participar en 33 partits i va marcar dos gols.
El 6 de juliol de 2015 Iza va passar a Segona Divisió amb el Real Saragossa, després d'acordar-hi un contracte de tres anys. Va fer el seu debut com a professional el 3 d'octubre, entrant com a substitut a la mitja part de Rubén en una victòria a casa per 1-0 contra el Deportivo Alavés.
Iza va marcar el seu primer gol com a professional el 15 de desembre de 2015, marcant l'únic del seu equip en una derrota per 3-1 contra el Gimnàstic de Tarragona. El 9 de juliol de 2017, la Cultural i Deportiva Leonesa i Saragossa van arribar a un acord per al traspàs d'Isaac.
El 21 de juliol de 2018, Iza va fitxar pel CF Rayo Majadahonda encara a la segona divisió. L'1 de juliol de l'any següent va acordar un contracte de tres anys amb el Cádiz CF a la mateixa categoria.